# Alena Kartachova
Alena Vladimirovna Kartachova est une lutteuse russe née le 23 janvier 1982 à Angarsk en URSS.

## Palmarès

### Jeux olympiques
- Médaille d'argent en lutte féminine dans la catégorie des moins de 63 kg en 2008 à Pékin

### Championnats du monde
- Médaille d'or en lutte féminine dans la catégorie des moins de 59 kg en 2002 à Chalcis

### Championnats d'Europe
- Médaille d'or en lutte féminine dans la catégorie des moins de 63 kg en 2008 à Tampere
- Médaille d'or en lutte féminine dans la catégorie des moins de 63 kg en 2006 à Moscou
- Médaille d'or en lutte féminine dans la catégorie des moins de 63 kg en 2002 à Haparanda
- Médaille d'argent en lutte féminine dans la catégorie des moins de 63 kg en 2009 à Vilnius
- Médaille d'argent en lutte féminine dans la catégorie des moins de 63 kg en 2007 à Sofia
- Médaille de bronze en lutte féminine dans la catégorie des moins de 67 kg en 2010 à Bakou